# 엘마이라 자칼스
| 엘마이라 자칼스 |                                 |
| 콘퍼런스        | 동부 콘퍼런스                   |
| 디비전          | 노스 디비전                     |
| 설립연도        | 2000년 2007년(ECHL 가입)        |
| 해체연도        | 2017년                          |
| 역사            | 엘마이라 자칼스 (2000년~2017년) |
| 경기장          | 퍼스트 아레나                   |
| 연고지          | 뉴욕주 엘마이라                 |
| 상징색          | 감색, 빨강, 은, 하양            |
| 구단주          | 톰 프리먼 네이트 쿡             |
| 단장            | 제레드 애보트                   |
| 감독            | 제이미 러셀                     |
| NHL 제휴        | 버펄로 세이버스                 |
| AHL 제휴        | 로체스터 아메리칸스             |
| 정규시즌 우승   | 2회 (2002, 2012)                |
| 콘퍼런스 우승   | 2회 (2002, 2004)                |
| 디비전 우승     | 3회 (2002, 2010, 2012)          |
| 켈리 컵         | -                               |
| 영구 결번       | -                               |

엘마이라 자칼스(Elmira Jackals)는 미국 뉴욕주 엘마이라를 연고지로 하는 ECHL의 동부 콘퍼런스 노스 디비전 소속 아이스 하키팀이다.

## 역대 홈경기장
| 엘마이라 자칼스 |               |          |                 |      |
| 경기장          | 사용기간      | 수용인원 | 장소            | 비고 |
| 퍼스트 아레나   | 2000년~2017년 | 3,784명  | 뉴욕주 엘마이라 | 빈칸 |